# 4039 Сосекі
4039 Сосекі (4039 Souseki) — астероїд головного поясу, відкритий 17 вересня 1987 року.
Тіссеранів параметр щодо Юпітера — 3,508.
Названо на честь Сосекі (яп. そうせき(漱石) со:секі).